# Средиземноморский бычерыл
Средиземноморский бычерыл (лат. Rhinoptera marginata ) — вид хрящевых рыб рода бычерылов семейства орляковых скатов отряда хвостоколообразных надотряда скатов. Эти скаты обитают в восточной части Атлантического океана, включая Средиземное море. Встречаются на глубине до 100 м. Максимальная зарегистрированная ширина диска 200 см. Грудные плавники этих скатов срастаются с головой, образуя ромбовидный диск, ширина которого превосходит длину. Рыло массивное, плоское, передний край почти прямой с выемкой посередине. Тонкий хвост длиннее диска.
Подобно прочим хвостоколообразным средиземноморские бычерылы размножаются яйцеживорождением. Эмбрионы развиваются в утробе матери, питаясь желтком и гистотрофом. Эти скаты представляют незначительный интерес для коммерческого промысла. Мясо употребляют в пищу.

## Таксономия
Впервые вид был научно описан в 1817 году как Myliobatis marginata. Видовой эпитет происходит от слова лат. marginem — «граница».

## Ареал
Средиземноморские бычерылы обитают в восточной части Атлантического океана, в том числе в Средиземном море, у берегов Египта, Гамбии, Греции, Гвинеи, Гвинеи-Бисау, Мавритании, Марокко, Португалии, Испании, Сенегала, Сирии и Западной Сахары. Эти скаты держатся на континентальном шельфе обычно не глубже 30 м, хотя иногда опускаются до 100 м. В Средиземном море они обычно попадаются на глубине 50—100 м.

## Описание
Грудные плавники средиземноморских бычерылов, основание которых расположено позади глаз, срастаются с головой, образуя ромбовидный плоский диск, ширина которого превышает длину, края плавников имеют форму заострённых («крыльев»). Голова широкая с расставленными по бокам глазами и двумя шишковидными лопастями на рыле. Эти скаты отличаются от прочих хвостоколообразных выступами переднего контура хрящевого черепа и субростральным плавником с двумя лопастями. Позади глаз расположены брызгальца. Кнутовидный хвост длиннее диска. На вентральной поверхности диска имеются 5 пар жаберных щелей, рот и ноздри. Максимальная зарегистрированная ширина диска 200 см.

## Биология
Подобно прочим хвостоколообразным средиземноморские бычерылы относятся к яйцеживородящим рыбам. Эмбрионы развиваются в утробе матери, питаясь желтком и гистотрофом. В водах Мавритании потомство появляется на свет в апреле-мае, а спаривание происходит в июне. Беременность длится около года. Самки вынашивают 2—6 зародыша. Рацион состоит из донных рыб, моллюсков и ракообразных. Эти скаты иногда собираются у поверхности воды в многочисленные стаи. Могут наносить урон аквакультуре моллюсков.
На средиземноморских бычерылах паразитируют веслоногие рачки Pseudocharopinus malleus.

## Взаимодействие с человеком
Средиземноморские бычерылы являются объектом коммерческого промысла. Их ловят донными тралами, ярусами, жаберными сетями и на крючок. Мясо съедобно. В Мавритании эти скаты являются важым компонентом улова. Международный союз охраны природы присвоил виду охранный статус «Близкий к уязвимому положению».